# Мятеж на «Баунти»

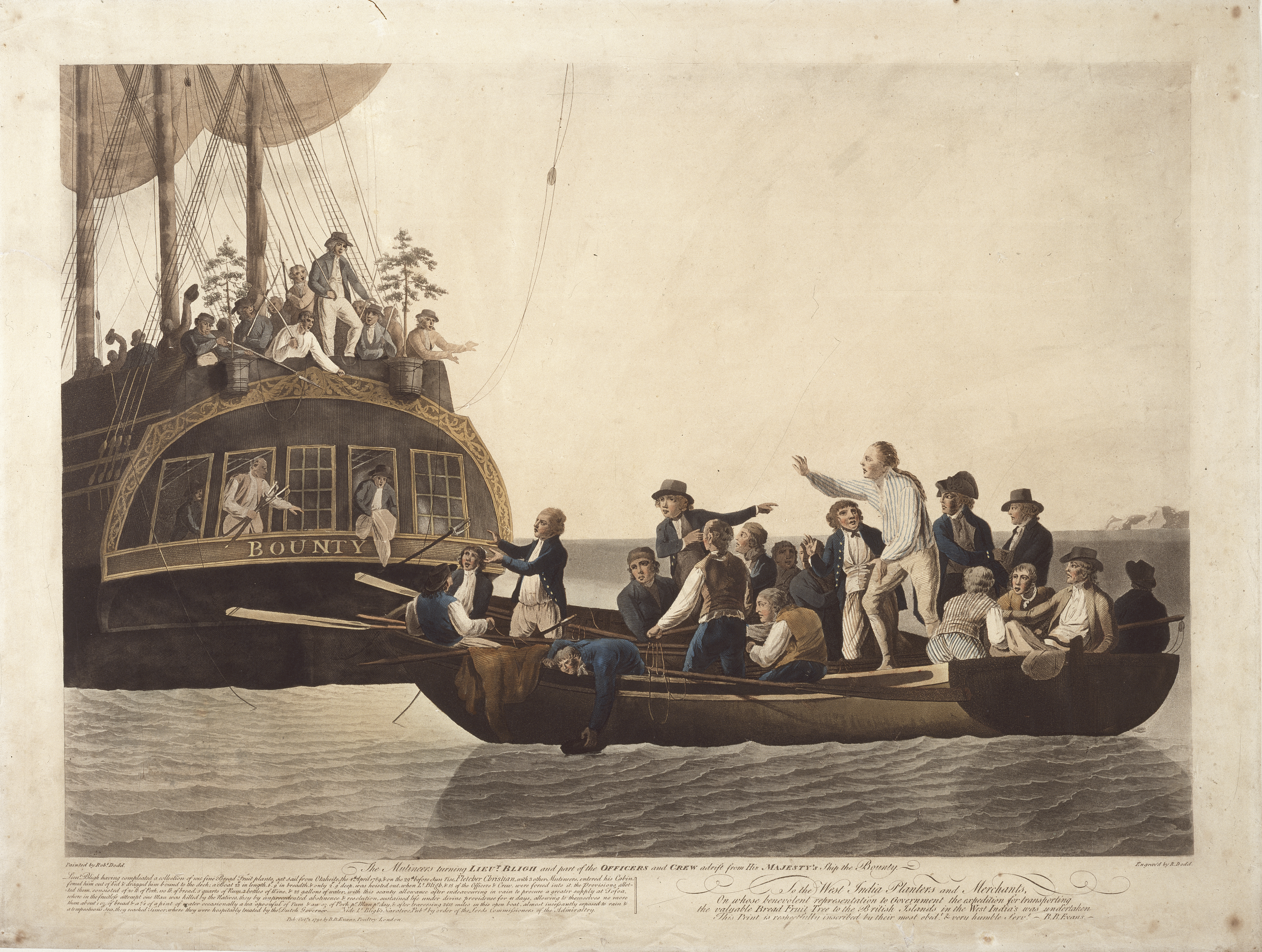
«Мятежники высаживают из «Баунти» капитана Блая и часть команды в шлюпку. 28 апреля 1789 года» Картина Роберта Додда

Мятеж на «Баунти» (англ. Mutiny on the Bounty) — восстание 28 апреля 1789 года части экипажа на британском корабле «Баунти» во время экспедиции за хлебным деревом в Тихом океане. Мятеж против капитана Вильяма Блая возглавил его помощник — Флетчер Кристиан. Высаженный мятежниками в шлюпку вместе с верными членами экипажа капитан Блай преодолел свыше 6 710 км и чудом спасся. Флетчер Кристиан и остальные члены восставшей команды попытались основать собственную колонию на одном из островов, однако после кровавых споров повстанцы разделились — часть из них во главе с Кристианом поселилась на острове Питкэрн, а остальные остались на Таити, где были арестованы, возвращены в Англию и преданы суду. Поселившиеся на острове Питкэрн были обнаружены лишь в 1808 году американским кораблём. История восстания получила большую огласку в Великобритании, приобрела романтичные и приключенческие черты, стала основной темой нескольких пьес, книг и стихотворений. Историей «Баунти» интересовались и использовали в своих произведениях такие известные писатели и поэты, как Байрон, Марк Твен, Жюль Верн, Робер Мерль, Джон Бойн.

## Предыстория

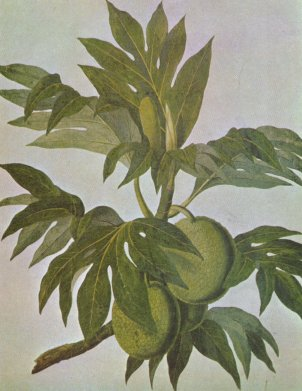
Хлебное дерево на иллюстрации Сиднея Паркинсона.

События вокруг корабля «Баунти» происходили в тот исторический период, когда Британская империя продолжала открывать и присоединять новые территории в свой состав и прилагала значительные усилия для расширения существующих территорий. Таким образом Британия пыталась компенсировать потерю в 1783 году американских колоний. Британские владения в Вест-Индии были территориями, экономическое процветание которых считалось необходимым для укрепления влияния Великобритании на Американском континенте. В XVIII веке существовала определённая взаимозависимость между индустриальными центрами на Американском континенте — Филадельфией, Нью-Йорком, которые поставляли муку для питания рабов на Ямайке, Барбадосе и получали оттуда ром и сахар, которые выменивали на товары из Великобритании. С провозглашением независимости США эта экономическая взаимосвязь рухнула, что поставило в затруднительное положение владельцев сахарных плантаций, которые были вынуждены тратить дополнительные средства для обеспечения пищей рабов. По мнению влиятельных плантаторов, которое также разделяло правительство Великобритании, введение недавно открытого хлебного дерева в вест-индийских территориях должно положительно отразиться на экономике этих колоний, снизить стоимость производства сахара и таким образом позволить Великобритании опередить своих основных конкурентов в регионе — Францию, Испанию и Голландию. Ещё со времени первых исследователей тихоокеанских островов и особенно после путешествия Джеймса Кука были известны полезные свойства хлебного дерева, его способность поставлять дешёвую и питательную пищу.
Впервые идеи внедрения хлебного дерева в Вест-Индии появились ещё в 1772 году, когда тогдашний плантатор, а позже губернатор Сент-Винсента Валентайн Моррис обратился с предложением к британскому правительству направить экспедицию в Тихий океан с целью доставить деревья с островов Океании до вест-индийских колоний. Позже, в 1775 году, эти предложения поддержал и Вест-Индийский комитет, который даже предложил вознаграждение в размере 100 фунтов стерлингов капитану, который доставил бы хлебное дерево в Америку. Невзирая на это, никаких ощутимых шагов в этом направлении не было сделано вплоть до назначения на должность президента Королевского научного общества Джозефа Бэнкса. Бэнкс был известным натуралистом, путешественником, учёным и меценатом, который сам путешествовал в Океании, пробовал хлебное дерево и разделял мысли относительно его пользы и необходимости внедрения в американских колониях Великобритании. Помимо прочего, Бэнкс имел и чисто научный интерес к хлебному дереву и стремился приобрести несколько саженцев для своей оранжереи в Лондоне. Пользуясь поддержкой и покровительством короля Георга ІІІ, Бенкс начал активно лоббировать этот проект, и уже в феврале 1778 года премьер-министр Уильям Питт заявил об организации британским правительством экспедиции за хлебными деревьями.

## Корабль «Баунти» и экипаж
Уже через несколько месяцев после принятия решения об экспедиции Британское Адмиралтейство приобрело для этой цели небольшое судно «Бетия» за 1 950 фунтов, переименовало его в «Баунти» и назначило опытного капитана Уильяма Блая руководителем будущей экспедиции. 33-летний лейтенант Блай имел значительный опыт не только как капитан торговых судов, военный, но и в качестве навигатора на кораблях известного исследователя Джеймса Кука и уже посещал острова Тихого океана в составе его экспедиции. Кроме того, Блай был знаком с Джозефом Бэнксом, пользовался его благосклонностью, разделял с ним страсть к ботанике, естественным наукам и имел талант составления карт новых территорий. До назначения на капитанскую должность Блай управлял кораблями, которые торговали с Вест-Индией, и его кандидатуру также поддерживали влиятельные плантаторы. Получив назначение возглавить экспедицию, Блай прежде всего начал готовить судно к экспедиции: укоротил мачты корабля, обшил деревянный корпус медными листами и начал строить специальные отсеки в трюме для транспортировки хлебных деревьев. В то же время начался и подбор экипажа корабля.
В выборе экипажа Уильям Блай руководствовался потребностями экспедиции и в первую очередь выбрал садоводов и матросов, которые уже были в подобных экспедициях, в частности в составе экспедиции Джеймса Кука. В процессе подбора экипажа существовали и другие проблемы, а именно давление со стороны многочисленных знакомых и протеже, которые пытались устроить детей аристократов и знати на привлекательные должности в команде капитана Блая. Место в успешной гражданской экспедиции должно было стать первым шагом в морской карьере многих молодых людей, и таким образом в команде на должностях мичманов и штурманов оказалось значительное количество молодых и образованных дворян, таких как Флетчер Кристиан, Томас Хейуорд и Питер Хейвуд. В частности, Флетчер Кристиан уже служил под начальством Блая на торговых судах Вест-Индии, таким образом он был назначен на должность помощника штурмана одним из первых. За исключением неудачного выбора врача-алкоголика Томаса Хаггана, подавляющее большинство членов экипажа были опытными матросами и специалистами и уже служили на других кораблях королевского флота Великобритании.
Хотя экипаж был опытным и трудолюбивым, на корабле существовало несколько потенциальных проблем, которые отмечал не только капитан Блай, но и другие участники событий. Так, обеспокоенность вызывала нехватка свободного места, скученность и большое количество экипажа по сравнению с небольшими размерами корабля: 46 членов экипажа должны были провести на небольшом корабле много месяцев тяжёлых путешествий, да ещё с дополнительными местами, отведёнными для саженцев хлебных деревьев. К тому же отмечался недостаток военных офицеров в помощь капитану и военной заставы, на которую мог положиться в случае необходимости капитан. Все эти недостатки во время подготовки экспедиции считались незначительными и обратили на себя внимание лишь после мятежа, который произошёл во время путешествия

## Экспедиция за хлебными деревьями

### Путешествие

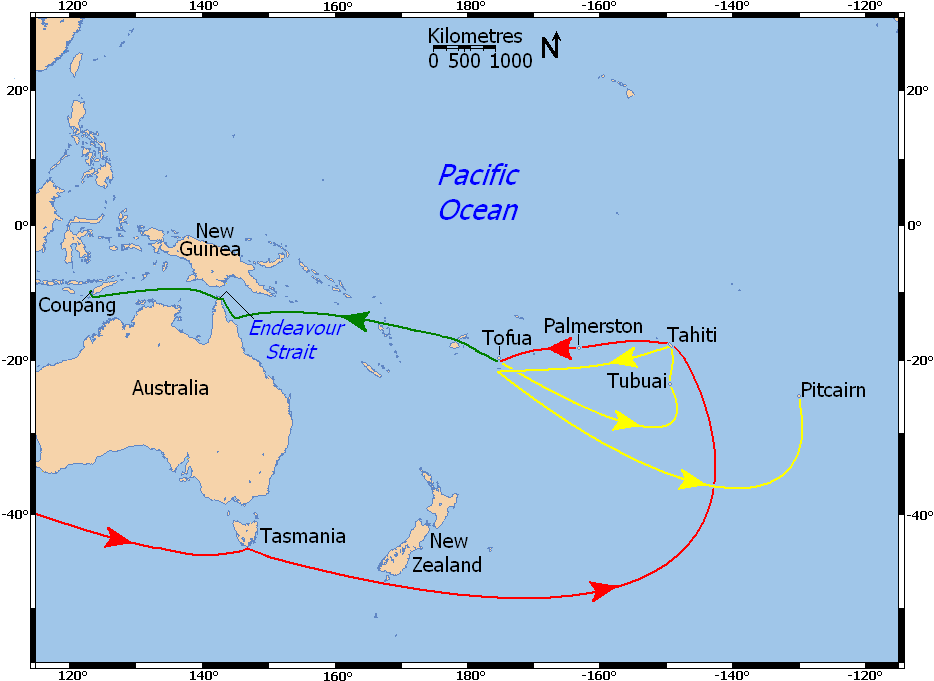
Путешествие «Баунти» до Таити и до мятежа 28 апреля 1789 года
Путешествие восставшей команды «Баунти» после мятежа
Путешествие части команды под руководством капитана Блая

Путешествие «Баунти» откладывалась несколько раз — сначала Адмиралтейство не предоставляло вовремя приказ на начало экспедиции, а позже когда его наконец получили, испортилась погода и судно провело несколько недель в Портсмуте, пытаясь выйти в море, что им удалось только 23 декабря 1787 года. Плохая погода сопровождала судно в течение нескольких недель и после посещения Канарских островов, где команда пополнила свои запасы, корабль направился к мысу Горн, через который они намеревались добраться до Тихого океана. Однако долгая задержка корабля в Англии привела к тому, что «Баунти» оказался возле мыса Горн во время летнего сезона ураганов в южном полушарии, и переход значительно усложнился. После недель неудачных попыток перейти к Тихому океану через мыс Горн капитан Уильям Блай принял решение изменить план и следовать на восток — через Атлантический и Индийский океаны до Тихого океана. Такой маршрут был значительно длиннее, но это позволяло сохранить корабль и команду, которая страдала от непогоды и холода.
Как выяснилось, во время путешествия капитан Блай действительно заботился о своей команде. Он не только поддерживал корабль и команду в образцовой чистоте, но и имел целый арсенал мер для поддержания здоровья матросов — особенно продукты и препараты против цинги. Блай считал здоровье экипажа одной из своих главных задач, поэтому кроме хорошего рациона питания даже заставлял матросов и офицеров ежедневно танцевать, чтобы дать им возможность больше двигаться и поддерживать хорошее физическое состояние. При первой возможности корабль заходил в ближайшие порты: на мысе Доброй Надежды он остановился на 38 дней, корабль отремонтировали и пополнили провиант, команда имела возможность передохнуть, и Блай отпустил нескольких мичманов на берег и даже одолжил Кристиану немного денег. Через семь недель «Баунти» уже был возле побережья Тасмании, где корабль снова остановился пополнить запас воды. Именно здесь произошло первое недоразумение между капитаном Блаем и корабельным плотником Уильямом Перселлом, которого за пререкания с капитаном отослали с корабля на берег. За всё 10-месячное путешествие от инфекции умер только один матрос, и то по недосмотру врача, который не начал вовремя лечить больного. Как и на остальной части британского флота того времени, на корабле соблюдалась строгая дисциплина. По приказу капитана виновных матросов пороли розгами, но во время путешествия Блая количество наказаний было не выше, чем в среднем во флоте, и они не вызывали особых возражений со стороны других членов команды.

### Таити

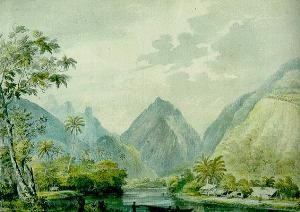
«Бухта Вайтефия, Таити в 1777 г.» картина Джона Уэббера

26 октября 1788 года «Баунти» прибыл на остров Таити, где Блай рассчитывал начать сбор саженцев хлебных деревьев. Для успеха экспедиции было необходимо наладить отношения с местным населением, а особенно вождями. Блай уже посещал Таити в составе экспедиции Джеймса Кука, его там хорошо помнили и радушно встретили. Используя своё влияние на местных вождей, а также взятки, капитан договорился, что англичане разобьют лагерь на острове и начнут собирать саженцы. Капитан Блай выдвинул целый лист требований к команде относительно отношений между ними и местным населением. Среди них, в частности, запрещалось любое насилие или вражда по отношению к таитянам и запрещалась прямая торговля без участия назначенного Блаем посредника из экипажа. На самом деле отношения экипажа с островитянами очень быстро стали даже лучшими, чем требовал Блай. Таитяне в целом были очень приветливы к англичанам, приглашали на берег и в собственные дома многих членов команды.
Таити уже некоторое время имели среди английских моряков репутацию одного из самых привлекательных мест мира. Острова славились не только живописными пейзажами, но и разнообразием фауны и флоры, приятным климатом. Таитяне в целом были очень благосклонны к англичанам, а таитянки славились своей красотой и чрезвычайно либеральным подходом к половым отношениям. Сексуальные наслаждения английские моряки часто выменивали на простые гвозди, и такие развлечения не вызывали возражения не только со стороны Блая, но и со стороны таитян, которые с радостью удовлетворяли все прихоти посетителей из Англии. Частые визиты моряков на берег привели к тому, что уже через неделю появились первые больные венерическими заболеваниями, занесёнными на остров ещё раньше европейскими посетителями.
Определённое количество моряков с «Баунти», которые собирали саженцы хлебного дерева, оставались на берегу в лагере и не ночевали на корабле. Между этими моряками и таитянами сложились очень тесные, порой даже семейные отношения. Некоторые младшие офицеры, такие как Флетчер Кристиан и Питер Хейвуд, вообще жили среди таитян, имели покровителей и женщин, с которыми жили будто в браке. Жизнь на Таити была такой привлекательной, что трое других моряков сбежали с корабля и были возвращены только после угроз Блая отправить карательную экспедицию и помощи местного вождя. Дезертиров выпороли розгами и заковали в кандалы, но со временем освободили, и капитан даже обещал не отдавать их в Англии под трибунал, что фактически спасло им жизнь. Позже появилось подозрение, что члены команды из лагеря на берегу тоже собирались бежать, но Блай, допросив Кристиана и Хейвуда, не нашёл ему подтверждения и оставил всё как есть. Наконец, собрав 1015 саженцев хлебного дерева, после 23 недель на Таити, 5 апреля 1789 года «Баунти» выполнил свою миссию, отчалил от острова и отправился к Британским островам. Для определённой части экипажа прощание с Таити было особенно тяжёлым, поскольку они оставляли там близких друзей и любовниц.

## Мятеж

### События
Отношения между капитаном и некоторыми матросами начали портиться ещё во время остановки на Таити. За пререкания с капитаном, непослушание и другие мелкие проступки Блай неоднократно назначал наказания розгами. Несмотря на это, никаких серьёзных или даже угрожающих недоразумений за время экспедиции замечено не было. Блай поддерживал репутацию строгого, педантичного и эффективного командира и вместе с редкими наказаниями розгами ещё использовал жёсткую и порой оскорбительную лексику по отношению к провинившимся. После около трёх недель путешествия из Таити начались споры между Блаем и младшими офицерами, которых он сначала обвинил в трусости во время стычек с враждебно настроенными туземцами, а позже заявил, что они воровали провиант. В частности, наибольшие споры возникли между капитаном и его заместителем Флетчером Кристианом, которого своими обвинениями в краже кокосов капитан довёл однажды до слёз и по признанию самого Кристиана даже грозился выпороть его розгами. По словам Флетчера, всё время как «Баунти» покинул Таити, он был в «аду» из-за постоянных обвинений и унижений со стороны капитана и 27 апреля собирался сбежать с корабля. Флетчер Кристиан пользовался благосклонностью значительной части экипажа и возле острова Тонга, во время своей вахты 28 апреля 1789 года он сговорился с частью экипажа, захватил Блая и корабль и приказал высадить капитана в шлюпку. Несколько неожиданно для Кристиана значительная часть экипажа отказалась принимать участие в мятеже и решила добровольно присоединиться к капитану в шлюпке. В шлюпку, рассчитанную на нескольких человек, кроме капитана Блая, спустились ещё 18 человек; нескольких других, кто остался благосклонным к капитану, силой удерживали на корабле и закрыли в каютах. Высаженная часть команды получила от Кристиана небольшое количество провианта, всего на несколько дней, а команда, оставшаяся на «Баунти», с возгласами: Huzzah for Otaheite! (на Таити!) повернула судно опять на восток.

### Причины
Ответ на вопрос о причинах мятежа оставался противоречивым много лет. Обозреватели того времени и сами мятежники утверждали, что восстание произошло по вине капитана Уильяма Блая, который своим жестоким поведением вынудил некоторых членов экипажа к мятежу. Эту точку зрения также активно поддерживали многочисленные влиятельные родственники Флетчера Кристиана и Питера Хейвуда. Согласно другой, наиболее распространённой и достаточно экзотичной версии, в качестве причины мятежа рассматривали расхолаживающее влияние Таити и особенно сладострастных таитянок на моряков. Этой точки зрения придерживался, в частности, сам капитан Блай, который называл причинами мятежа также разврат. Современные исследователи придерживаются мысли, что мятеж на «Баунти» стал результатом нескольких факторов. Безусловно, Уильям Блай обладал вспыльчивым характером, но, например, телесные наказания на корабле применялись значительно реже, чем на других, и его дисциплина на «Баунти» не была чем-то чрезвычайным на британском флоте. За 18 месяцев путешествия наказание розгами получили только 5 членов экипажа, и строгость наказания была меньше, чем на других судах британского флота. Приятные воспоминания о пребывании на Таити были соблазнительными, но не могли быть основными причинами мятежа. Наиболее вероятной причиной является совокупность всех этих факторов, а также моральное состояние экипажа и особенно Флетчера Кристиана после многих месяцев морского путешествия.
К тому же, когда Уильям Блай был высажен 28 апреля 1789 года, большинство членов экипажа хорошо осознавало последствия мятежа: по закону смертной казнью карались не только мятежники, но и безразличные и нежелающие противостоять мятежникам. После совершения мятежа у многих моряков другого выбора уже не было, и, высадив капитана и его сторонников в шлюпку, восставшая команда «Баунти» отправилась искать безопасное место. Они нашли пристанище на острове Питкэрн, где (вместе с таитянками) основали колонию, существующую по сей день.

## Последствия мятежа

### Путешествие капитана Блая

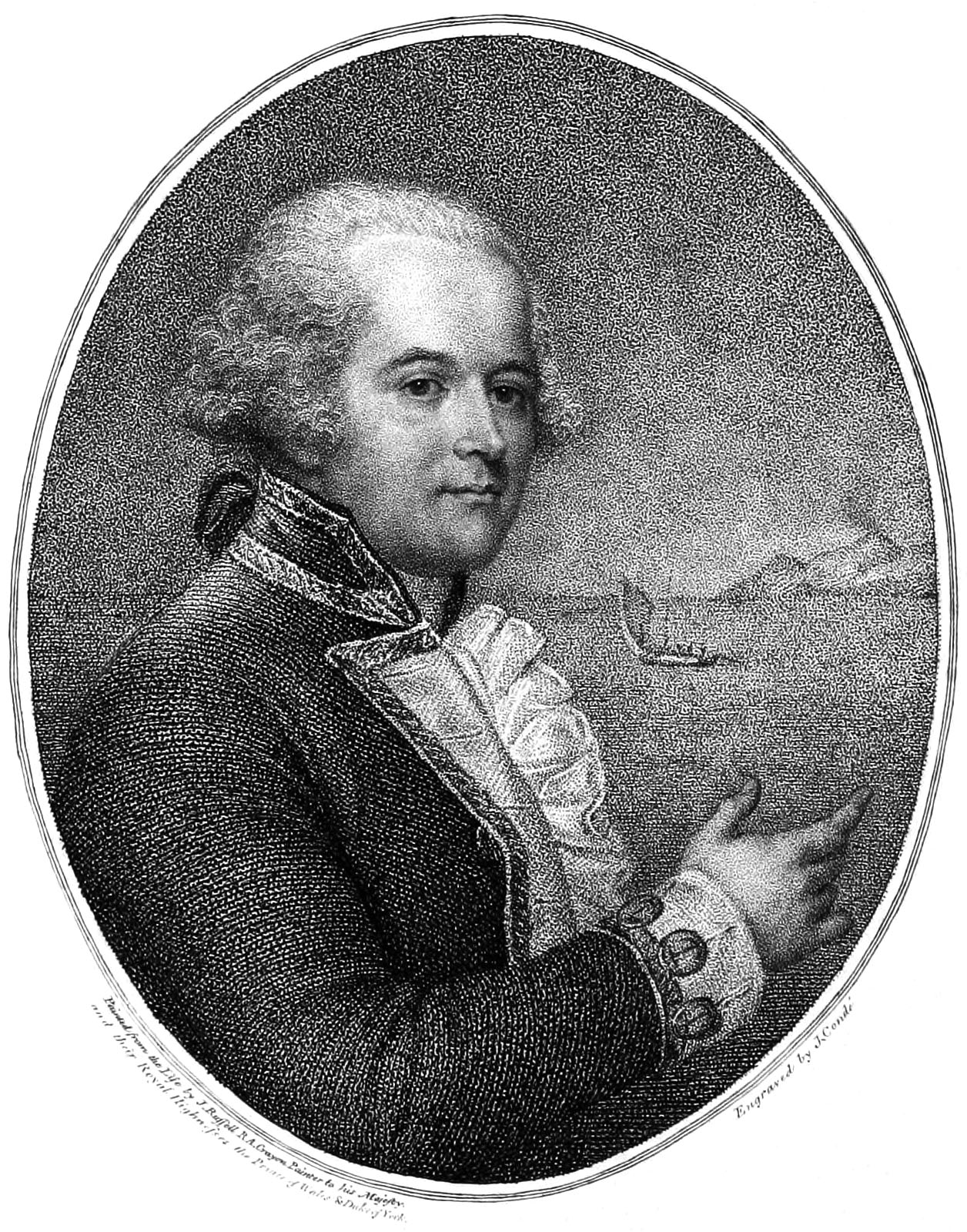
Уильям Блай в 1792 году, после событий на «Баунти»

Блая и верных членов экипажа высадили в шлюпку в океане на расстоянии 56 км от ближайшего острова Тофуа. Сначала Блай направился к острову в надежде пополнить провиант и запасы воды, но туземцы на нём оказались чрезвычайно враждебно настроены — в столкновениях с ними погиб один член экипажа, а самому Блаю чудом удалось уйти от преследования. Таким образом, учитывая беззащитность экипажа, было принято решение избегать островов и туземцев и направляться к острову Тимор, где находилась ближайшая нидерландская колония. Вооружённый лишь компасом, квадрантом, секстантом и собственными часами, без морских карт, Блай начал многокилометровое путешествие до Тимора. С присущей ему педантичностью Блай установил ежедневный рацион продовольствия с тем, чтобы его хватило на всё плаванье, однако количество еды было настолько мало, что очень скоро команда начала страдать от недоедания.
Путешествие до Тимора длилось 48 дней, переполненная шлюпка с «Баунти» попадала в шторма, команда страдала от постоянных дождей, жаркого солнца и недостатка провианта и пресной воды. Только 5 мая Блай разрешил высадиться на одном из островов Фиджи для пополнения запасов воды. Под конец плавания несколько членов экипажа были настолько истощены, что впали в летаргию и, вероятно, умерли бы, если бы шлюпка вовремя не прибыла в нидерландскую колонию на Тиморе. Это случилось 14 июня 1789 года. 
Блай смог без карт провести переполненную шлюпку точно к острову Тимор, преодолев более 6 710 км, потеряв лишь одного из 18 членов экипажа.
От голландцев Блаю как представителю королевского флота Великобритании удалось получить кредит и купить на него больший корабль, на котором команда 20 августа 1789 года продолжила путешествие в Батавию (современная Джакарта). Прибывшим в Батавию 1 октября членам команды уже ничего не угрожало, но многие члены экипажа заболели различными тропическими болезнями. Сразу по прибытии в Батавию заболел малярией Уильям Блай, ещё несколько членов экипажа заболели позже — четверо из них впоследствии скончались от болезней.
Выздоровев от малярии, Блай продал на аукционе шлюпку и начал подготовку к возвращению в Англию. Лишь 16 октября Блаю и ещё двум членам команды удалось купить место на голландском корабле, который шёл сначала в Кейптаун, а затем в Великобританию. Из 18 членов команды, покинувших «Баунти» вместе с капитаном, только 12 вернулись в Англию. Несмотря на то, что Блай оставил большинство членов экипажа в Южной Азии, его прибытие в Лондон стало настоящей сенсацией. Его письма из Батавии ещё до его возвращения попали в Великобританию, но они уже успели вызвать ажиотаж прессы. Журналисты провозгласили его героем. 
По делу мятежа на «Баунти» началось следствие и, несмотря на почти геройский статус, Блай вместе с другими членами экипажа, которые вернулись в Англию, предстал 22 октября 1790 года перед военно-морским трибуналом, который признал его и других членов команды невиновными в потере корабля и поведении во время мятежа. Через год Блая назначили руководителем новой экспедиции за хлебными деревьями — на этот раз он командовал двумя кораблями со значительно большей командой и успешно выполнил задачу, без происшествий доставив хлебные деревья в Вест-Индию. Потеря «Баунти» и мятеж в Королевском военном флоте считались весьма серьёзными преступлениями, и в Тихий океан был отправлен военный корабль «Пандора» для поимки и доставки на суд в Англию мятежников с «Баунти».

### Путешествие восставшей команды
Захватив «Баунти» 28 апреля 1789 года, большинство матросов желали вернуться на Таити, но они также осознавали, что британское правительство непременно отреагирует на мятеж и начнёт их искать. Поэтому в конце мая того же года «Баунти» прибыл к острову Тубуаи, который находится за 600 км на юг от Таити, где команда намеревалась поселиться и основать собственную колонию. Однако из-за нехватки оборудования, провианта и особенно женщин, восставшая команда отплыла к Таити, где у дружелюбных таитян они взяли на борт домашний скот, инвентарь и 8 мужчин-таитян, 9 женщин, 7 парней и 1 девушку из местного населения. Вернувшись в Тубуаи, восставшие матросы построили форт для защиты от туземцев и несколько частных зданий, однако отношения между членами команды скоро начали портиться. Основной причиной недоразумений был недостаток женщин для всех мужчин, а также злоупотребления алкоголем, из-за чего между повстанцами часто начинались драки. Флетчер Кристиан попытался договориться с туземцами и взять женщин у них, но отношения с ними не удалось наладить, и в столкновениях погибло 2 матроса и около 120 туземцев. 5 июля 1789 года разразилась крупнейшая драка между членами команды, после которой была сделана попытка примириться и заключить список статей — правил поведения. Несмотря на это, не все согласились со статьями правил, и вражда продолжалась не только между членами команды, но и с туземцами, которые постоянно нападали на форт. Вследствие постоянных ссор восставшая команда разделилась на враждующие группировки: большинство желало вернуться на Таити, а девять мятежников сплотились вокруг Флетчера Кристиана. Таким образом, через три месяца после неудачной попытки основать колонию на острове Тубуаи 15 сентября 1789 года восставший «Баунти» покинул форт и вернулся на Таити.
На Таити команда, поделив имущество «Баунти» между всеми членами экипажа, разделилась — 9 членов экипажа во главе с Флетчером Кристианом остались на корабле, а остальные 16 человек сошли на берег и поселились на острове. Их жизнь была преимущественно мирной, но два члена экипажа погибли в стычке между собой и войне с враждующими племенами туземцев. Оставшиеся на Таити 14 матросов 23 марта 1791 года были арестованы командой британского корабля «Пандора», когда он прибыл к острову с заданием доставить мятежников с «Баунти» на суд в Англию. 
Флетчер Кристиан и его окружение 22 сентября 1789 года коварно захватили несколько таитян и таитянок и отплыли из Таити в поисках безопасного убежища. После месяцев поисков 15 января 1790 года «Баунти» наконец остановился у острова Питкэрн. Этот остров казался наиболее пригодным для мятежников — он был безлюдным, далёким от известных маршрутов, его расположение было нанесено на карты с ошибкой, и также у него не было подходящего причала для высадки, что защищало от нежелательных посетителей. Высадившись на остров, мятежники сожгли «Баунти» и начали обустраивать свою жизнь: построили несколько домов и поделили землю на девять частей — на каждого англичанина. Двенадцать женщин и шесть туземцев из Тубуаи и Таити не получили ничего, что вызвало их недовольство. Более того, после смерти одной из женщин, жившей с англичаном, у таитян отобрали женщину, что привело к восстанию и убийству двух туземцев. В результате мужчины-таитяне оказались в роли рабов, которых англичане нещадно эксплуатировали. Восстав 3 октября 1793 года, таитяне убили пятерых англичан вместе с Флетчером Кристианом, а потом в свою очередь были убиты оставшимися англичанами и их женщинами. 
В течение 1797—1800 годов погибли ещё трое англичан: один в результате несчастного случая, другой был убит своими товарищами, а третий от болезней. Так на острове Питкерн из бывших мятежников остался лишь Джон Адамс, который возглавил колонию, которая продолжала увеличиваться, поскольку было уже несколько детей от браков англичан с таитянками. 
Судьба мятежников с «Баунти» оставалась тайной в течение многих лет, только в 1808 году остров Питкэрн посетил американский рыболовный корабль, команда которого была удивлена, когда возле острова их встретили англоязычные туземцы. В то время Джон Адамс ещё был жив, но колонией начал управлять сын Флетчера Кристиана — Четверг Октябрь Кристиан. 
На острове Питкэрн до сих пор существует поселение Адамстаун, названное в честь последнего матроса «Баунти», население которого сейчас состоит из потомков команды восставшего корабля и их женщин-таитянок.

### Расследование и суд

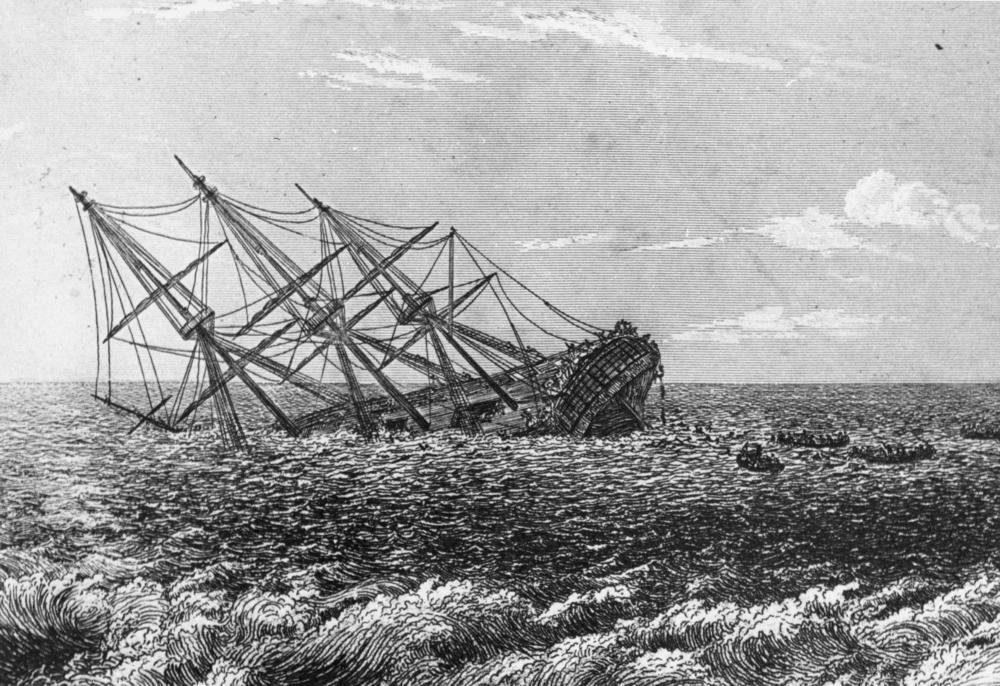
Гибель «Пандоры»

7 ноября 1790 года в Тихий океан был отправлен военный корабль «Пандора» во главе с капитаном Эдвардом Эдвардсом, целью которого было найти и доставить на суд в Англию мятежников с «Баунти». Преодолев мыс Горн, в марте 1791 года Пандора прибыла на Таити, где начался поиск бывших матросов восставшего корабля. В тот же день трое из прежнего экипажа «Баунти», среди них Питер Хейвуд, добровольно поднялись на борт; на следующий день ещё четверых арестовали на берегу. Несколько мятежников пытались скрыться в горах, но и они были арестованы в течение следующих 10 дней. Хотя на борту был бывший мичман с «Баунти» Томас Хейуорд, и капитан Блай подтвердил, что не все были виновны в мятеже и некоторые удерживались силой, капитан Эдвардс приказал арестовать и заковать в кандалы всех бывших членов экипажа «Баунти». Арестованные матросы содержались на корабле в отдельной тюрьме, прозванной «Ящик Пандоры». 
Дальнейшие поиски в течение трёх месяцев на Таити и близлежащих островах не дали результатов, поскольку Флетчер Кристиан и остальные мятежники уже находились на Питкэрне, который «Пандора» обошла ещё на подходе к Таити. Считая свою миссию выполненной, капитан Эдвардс отправился в Англию, однако 29 августа 1791 года, преодолевая Торресов пролив у северного побережья Австралии, корабль наскочил на рифы и на следующий день затонул, что стоило жизни 31 члену экипажа «Пандоры» и четырём узникам. Подобно предыдущему путешествию Блая, спасённая команда и заключённые в шлюпках добрались до о. Тимор и впоследствии в марте 1792 года прибыли в Англию.
12 сентября 1792 года начался военно-морской трибунал над десятью спасёнными мятежниками с «Баунти». Основным вопросом, который должен был выяснить суд, было определить роль каждого из обвиняемых в мятеже, с учётом того, что не только восстание, но и бездействие и нежелание защищать капитана считалось преступлением и каралось смертью. В течение недели были выслушаны все свидетели, основные из них те, кто спасся в шлюпке с Блаем. Сам капитан отсутствовал, поскольку командовал второй экспедицией за хлебным деревом. Главными пунктами обвинения были: бездействие некоторых членов экипажа во время мятежа, нежелание спуститься с капитаном в шлюпку и отсутствие попытки или даже желания среди тех, кто остался на Таити, вернуться обратно в Англию. 18 сентября 1792 года был зачитан приговор трибунала, по которому четверо из узников, невиновность которых подтвердил в письме Уильям Блай, были оправданы и освобождены. Остальные 6 членов бывшего экипажа «Баунти» были признаны виновными в участии в мятеже, преступной бездеятельности и приговорены к смертной казни — среди них и Питер Хейвуд, единственный офицер среди арестованных матросов. Несмотря на это, двое из осуждённых, с учётом смягчающих обстоятельств и по рекомендации суда, ходатайству адвокатов и многочисленных влиятельных родственников, были помилованы королём. Ещё одного помиловали за его невозможностью достойно защититься в суде. Трое других по приговору суда 29 октября 1792 года были повешены на борту корабля в гавани Портсмута. Одним из трёх помилованных мятежников был Питер Хейвуд, который продолжил службу, сделал прекрасную карьеру на Королевском флоте Великобритании и впоследствии сам стал капитаном.

## «Баунти» в литературе, поэзии, театре
История Баунти стала одной из самых известных в британской и мировой истории благодаря вниманию, которое это историческое событие получило в прессе, историографии, литературе, театре. По мнению исследователей, основной причиной такого внимания именно к этому событию, были обстоятельства мятежа и его участники. Это событие случилось в начале эпохи романтизма 18 века и исторические факты были адаптированы писателями и поэтами того времени в литературные образы и события присущие тому времени. События на «Баунти» казались интересными и достойными внимания благодаря неопределённости точных причин мятежа, версии событий с точки зрения мятежников и особенно Флетчера Кристиана, который выступил в некоторых произведениях в образе романтического бунтаря, борца против тирании. Почти все участники событий кроме Кристиана оставили воспоминания и объяснения своих поступков. Отсутствие обоснования причин мятежа со стороны его основного участника и лидера дала возможность многочисленным авторам сделать это за него и представить историю мятежа с разных сторон — в разных вариантах, как восстание обездоленных и как мятеж преступников против законной власти капитана.
Первым отражением событий на Баунти стала книга капитана корабля Уильяма Блая «Рассказ о мятеже на корабле Его Величества „Баунти“ и дальнейшем путешествии части экипажа в шлюпке корабля от о. Тофоа, части Дружественных Островов до о. Тимор и части нидерландских поселений в Ост-Индии». «Рассказ» был обработкой частных заметок и воспоминаний Блая и появился в печати уже на второй месяц после возвращения капитана в Англию. Эта книга о приключениях британских моряков на Таити и роли таитянок в искушении команды стала настоящим бестселлером. На основе этой книги в мае 1790 года в Лондоне была поставлена пьеса: «Пираты, или несчастья капитана Блая», где история «Баунти» впервые приобрела романтические и приключенческие черты. Многочисленные газеты и журналы начали тиражировать эту историю часто с вымышленными и романтично искаженными обстоятельствами. Серьёзное исследование истории мятежа началось после трибунала 1792 года, когда появились документальные свидетельства других участников событий. В течение следующих двух веков история Баунти нашла отражение в более чем 2000 статей, романов, стихов и фильмов. Поэты Байрон, Вордсворт и Кольридж посвятили этому событию стихи и поэмы; о «Баунти» появились также произведения таких известных писателей, как Марк Твен и Жюль Верн:
- Марк Твен. «Великая революция в Питкэрне». (The Great Revolution In Pitcairn (1879)
- Жюль Верн. «Мятежники с „Баунти“». (Les revoltes de la Bounty) (1879)
- Джордж Байрон. «Остров, или Христиан и его товарищи». (The Island, or Christian and His Comrades (1823)

- Уильям Вордсворт. «Жители пограничья». (The Borderers) (1795)
- Мэри Митфорд. «Кристина, девушка южных морей». (Christina, the Maid of the south Seas) (1811)
- Самюэл Кольридж. «Сказание о старом мореходе». (The Rime of the Ancient Marinere (1798)
- Робер Мерль.  «Остров». (L’ile)  (1962)
- Джон Бойн. «Бунт на Баунти» (Mutiny on the Bounty) (2008)

### «Баунти» в кино

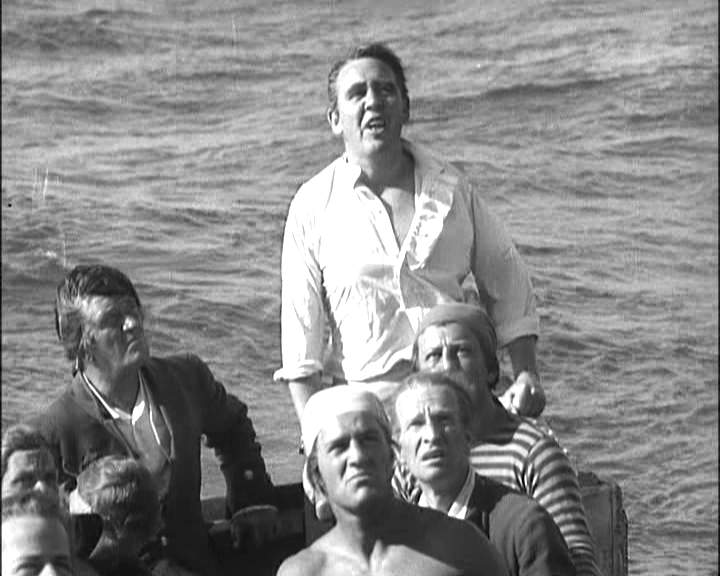
Экранизация события в фильме «Мятеж на Баунти» 1935 г.

В XX веке появилось несколько фильмов о событиях на «Баунти» при участии известных артистов и режиссёров:
- «Мятеж на Баунти» / ''The Mutiny of the Bounty''[англ.] (1916) Австралия.
- «По следам Баунти» / ''In the Wake of the Bounty''[англ.] (1933) Австралия.
- «Мятеж на „Баунти“» (1935) — при участии Кларка Гейбла в роли Флетчера Кристиана, получил премию «Оскар» как лучший фильм.
- «Мятеж на Баунти» (1962) — принимал участие другой известный американский актёр — Марлон Брандо, который тоже сыграл роль Кристиана. Фильм 1962 года считался одной из наилучших кинематографических реализаций[источник не указан 3227 дней], но имел несколько фактических ошибок и преувеличений.
- «Ноа-Ноа»/ «Noa Noa» (1974)  »Италия
- «Баунти» (1984) — при участии Энтони Хопкинса в роли капитана Блая и Мела Гибсона в роли Флетчера Кристиана. Эта экранизация считается наиболее исторически достоверной, и образ Уильяма Блая, сыгранный Хопкинсом, не имел, в отличие от других экранизаций, чисто негативных характеристик
- «Остров» / ''L'Île''[фр.] (1987) — реж. Франсуа Летерье, экранизация одноимённого романа французского писателя Робера Мерля, повествующего о вышеупомянутых событиях.